# Frederik van Anhalt-Bernburg-Schaumburg-Hoym
Frederik Lodewijk Adolf van Anhalt-Bernburg-Schaumburg-Hoym (Heerlijkheid Schaumburg, 29 november 1741 - Bad Homburg vor der Höhe, 24 december 1812) was van april 1812 tot aan zijn dood de vijfde en laatste vorst van Anhalt-Bernburg-Schaumburg-Hoym. Hij behoorde tot het huis Ascaniërs.

## Levensloop
Frederik Lodewijk Adolf was de oudste zoon van vorst Victor Amadeus Adolf van Anhalt-Bernburg-Schaumburg-Hoym uit diens tweede huwelijk met Hedwig Sophie, dochter van graaf Wenceslaus Lodewijk Henckel von Donnersmarck.
Hij trad in militaire dienst van de Republiek der Zeven Verenigde Nederlanden en werd commandant van het Derde Regiment Oranje-Nassau. Daarna werd Frederik in Zweedse militaire dienst generaal-majoor.
In april 1812 overleed zijn neef Victor II, de oudste zoon van zijn halfbroer Karel Lodewijk, zonder mannelijke nakomelingen na te laten. Frederik volgde hem als nauwst verwante mannelijke familielid op als vorst van Anhalt-Bernburg-Schaumburg-Hoym. Hij bleef dit maar acht maanden, aangezien hij in december 1812 op 71-jarige leeftijd ongehuwd en kinderloos overleed. Dit betekende het uitsterven van de mannelijke linie van het huis Anhalt-Bernburg-Schaumburg-Hoym. Frederik werd bijgezet in het landgravenslot van Bad Homburg.
Na Frederiks dood gingen zijn bezittingen in Nassau, Holzappel en Schaumburg, naar zijn achternicht Hermine, de oudste dochter van zijn neef Victor II, die ze in het huis Habsburg bracht. Zijn bezittingen in Anhalt kwamen in handen van vorst Alexius Frederik Christiaan van Anhalt-Bernburg.